# Chorużewo
Chorużewo (biał. Хоружава; ros. Хоружево) – wieś na Białorusi, w obwodzie grodzieńskim, w rejonie wołkowyskim, w sielsowiecie Izabelin.
Dawniej majątek ziemski i folwark. W dwudziestoleciu międzywojennym leżało w Polsce, w województwie białostockim, w powiecie wołkowyskim, w gminie Izabelin.
Urodził tu się płk. Antoni Mosiewicz.